# Alma, la fiancée du vent
Pour plus de détails, voir Fiche technique et Distribution.
Alma, la fiancée du vent (Bride of the Wind) est un film austro-germano-britannique réalisé par Bruce Beresford, sorti en 2001.
Le titre du film fait directement référence à La Fiancée du vent, toile du peintre et écrivain autrichien Oskar Kokoschka, peinte au cours de sa liaison avec Alma Mahler.

## Synopsis
La vie d'Alma Mahler.

## Fiche technique
- Titre : Alma, la fiancée du vent
- Titre original : Bride of the Wind
- Réalisation : Bruce Beresford
- Scénario : Marilyn Levy
- Musique : Stephen Endelman
- Photographie : Peter James
- Montage : Tim Wellburn
- Production : Evzen Kolar et Lawrence Levy
- Société de production : Alma UK Limited, ApolloMedia Distribution, Firelight Films, Kolar-Levy Productions, Terra Film Produktion et Total Film Group
- Société de distribution : RDV Distribution (France) et Paramount Classics (États-Unis)
- Pays de production :  Royaume-Uni,  Allemagne et  Autriche
- Genre : Biopic, drame, film musical et romance
- Durée : 99 minutes
- Dates de sortie : 
  - États-Unis : 8 juin 2001
  - France : 28 avril 2004

## Distribution
- Sarah Wynter : Alma Mahler
- Vincent Perez : Oskar Kokoschka
- Jonathan Pryce : Gustav Mahler
- Simon Verhoeven : Walter Gropius
- Gregor Seberg : Franz Werfel
- Dagmar Schwarz : Anna Sofie Schindler-Moll
- Wolfgang Hübsch : Carl Moll
- August Schmölzer : Gustav Klimt
- Marion Rottenhofer : Berta Zuckerkandl
- Sophie Schweighofer : Anna Mahler à 6 ans
- Johannes Silberschneider : Alexander von Zemlinsky
- Daniela Dadieu : Justine Mahler-Rosé